# Caetanos
Caetanos is een gemeente in de Braziliaanse deelstaat Bahia. De gemeente telt 12.307 inwoners (schatting 2009).

## Verkeer en vervoer
De plaats ligt aan de radiale snelweg BR-030 tussen Brasilia en Ubaitaba.